# カロル・リネティ
カロル・リネティ（Karol Linetty、1995年2月2日  - ）は、ポーランド・ジュニン出身のプロサッカー選手。ポーランド代表。トリノFC所属。ポジションはミッドフィールダー。

## 経歴

### クラブ
2006年からレフ・ポズナンのアカデミーでプレーし、2012年11月のヴィスワ・クラクフ戦でプロデビュー。2014年3月のGKSピアスト・グリヴィツェ戦で初ゴール。 2014-15シーズンにはエクストラクラサ優勝を果たし、2015年7月のスーパーカップでは87分に得点を挙げレギア・ワルシャワを破った。レフ・ポズナンでは112試合で11得点を挙げた。
2016年7月に、イタリア・セリエAのUCサンプドリアと5年間の契約にサインした。
2020年8月26日、トリノFCと4年契約を結んだ。

### 代表
U-17ポーランド代表チームではUEFA U-17欧州選手権2012で準決勝進出を果たした。
2014年1月、ノルウェー代表との親善試合でデビューしゴールも決めた。
2016年5月、UEFA EURO 2016参加メンバー23人の一人に選ばれたが、出場しなかった。

## 代表歴

### 出場大会
- ポーランド代表
  - 2018 FIFAワールドカップ

### 試合数
- 国際Aマッチ 47試合 5得点（2014年-）[5]

| ポーランド代表 | 国際Aマッチ | 国際Aマッチ |
| 年             | 出場        | 得点        |
| -------------- | ----------- | ----------- |
| 2014           | 5           | 1           |
| 2015           | 4           | 0           |
| 2016           | 4           | 0           |
| 2017           | 5           | 0           |
| 2018           | 5           | 0           |
| 2019           | 0           | 0           |
| 2020           | 7           | 1           |
| 2021           | 10          | 3           |
| 2022           | 2           | 0           |
| 2023           | 5           | 0           |
| 通算           | 47          | 5           |

### 得点
| #  | 開催日         | 会場                           | 対戦国                   | スコア | 結果 | 大会                          |
| -- | -------------- | ------------------------------ | ------------------------ | ------ | ---- | ----------------------------- |
| 1. | 2014年1月18日  | シェイク・ザイード・スタジアム | ノルウェー               | 3–0    | 3–0  | 親善試合                      |
| 2. | 2020年10月14日 | ヴロツワフ市立競技場           | ボスニア・ヘルツェゴビナ | 2–0    | 3–0  | UEFAネーションズリーグ2020-21 |
| 3. | 2021年6月14日  | ガスプロム・アリーナ           | スロバキア               | 1–1    | 1–2  | UEFA EURO 2020                |

## タイトル

### クラブ
レフ・ポズナン
- エクストラクラサ: 2014–15
- ポーランド・スーパーカップ: 2015, 2016